# Росляков Валентин Прокопович
Валентин Прокопович Росляков (рос. Росляков Валентин Прокофьевич; 22 січня 1916 Коптєво, Тамбовська губернія, Російська імперія — 31 серпня 2024, Сестрорєцьк, Росія) — радянський танкіст. Учасник німецько-радянської війни. У 2022 занесений до книги рекордів Росії як найстаріший живий учасник Другої Світової війни.

## Нагороди
- Орден Червоного Прапора.
- Два Ордени Червоної Зірки.
- Орден Вітчизняної війни I ступеня.
- Орден Вітчизняної війни II ступеня.